# Martin von Kempe
Martin von Kempe (né le 5 juin 1642 à Königsberg, mort le 31 juillet 1683 dans la même ville) est un poète, historien de la littérature et traducteur allemand.

## Biographie
Kempe naît à Königsberg, sa famille est originaire de Wohlau en Silésie. Il va au gymnasium de lycée de Dantzig, où il fait la connaissance du poète Johann Peter Titz. Le 12 juillet 1660, il s'inscrit à l'université de Wittenberg. Il étudie ensuite à Helmstedt, et à partir de 1661 à Iéna, où il obtient son doctorat en 1665. Il est couronné poète à Weimar par Georg Neumark. À Nuremberg, Sigmund von Birken l'accepte en 1665 comme Preußische Damon dans le Pegnesischer Blumenorden. En 1668, il est comme der Erkorene dans la Deutschgesinnte Genossenschaft. Dans la Société des fructifiants, il s'appelle Immortel et Kleodor dans l'Elbschwanenorden. Au XVIIe siècle, période baroque, Kempe dxt le seul poète de rang allemand membre de toutes les grandes sociétés linguistiques.
Kempe fait des voyages d'études au Danemark, en Hollande et en Angleterre afin d'élargir ses connaissances littéraires dans les bibliothèques universitaires ; il passe beaucoup de temps à l'université d'Oxford. Vers 1671, il est nommé historiographe de l'Électorat de Brandebourg à Königsberg. En 1677, il est anobli par l'empereur Léopold.
Le travail de Kempe, dont certains ne sont pas encore édités, témoigne de son extraordinaire polyvalence. De la poésie allemande aux traités savants latins, de la poésie pastorale à l'historiographie, son travail comprend également des traductions du néerlandais et de l'anglais.
Avec Sigmund von Birken, Kempe entretient une correspondance intensive au fil des ans, ce qui permet d'avoir un aperçu de la scène littéraire du siècle baroque, de la conception des œuvres aux processus techniques d'impression en passant par la conception des livres et des éditions. De plus, cette correspondance met en lumière les relations intellectuelles entre les auteurs baroques.

## Œuvres (sélection)
- Neugrünender Palm-Zweig der Teutschen Helden-Sprache und Poeterey, Iéna, 1664.
- Poetische Lust-Gedancken, Zeitz, 1665 Lire en ligne.
- Poesis Triumphans oder Sieges-Pracht der Dichtkunst, Königsberg, 1676.